# حزب میهن (اوکراین)

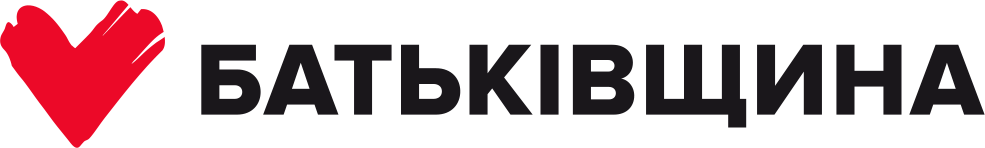
نماد حزب میهن اوکراین

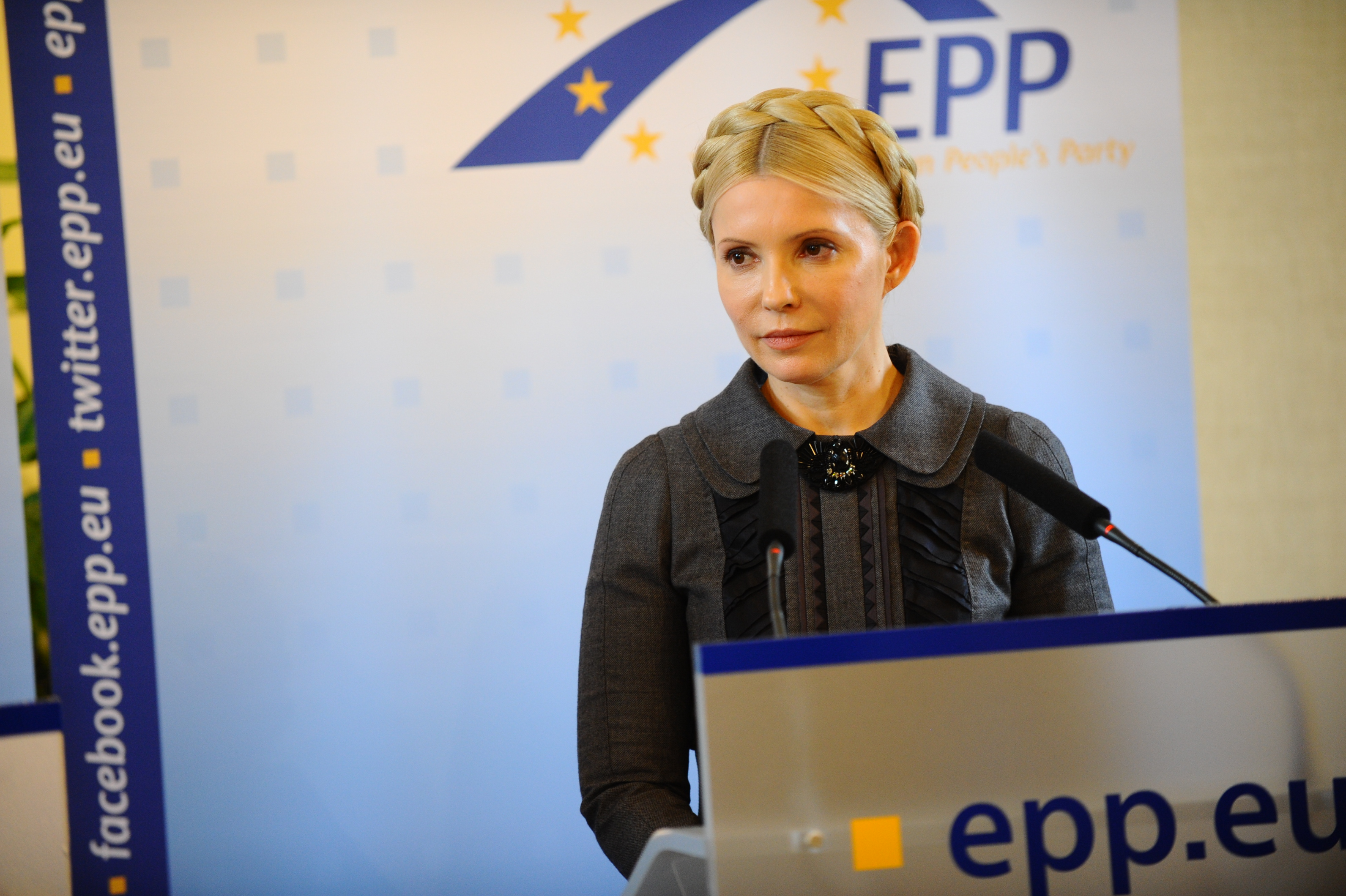
یولیا تیموشنکو، مارچ ۲۰۱۱ ،در مجلس حزب مردم اروپا

حزب میهن اوکراین یا اتحادیه سرزمین پدری اوکراین ( به انگلیسی : "All-Ukrainian Union "Fatherland یا Batkivshchyna و به اوکراینی : 'Всеукраїнське об'єднання Батьківщина ) حزب سیاسی اوکراینی است که توسط یولیا تیموشنکو رهبری می شود.